# Lucía Hiriart
María Lucía Hiriart Rodríguez (Antofagasta, 10 de diciembre de 1923-Santiago, 16 de diciembre de 2021), también conocida como Lucía Hiriart de Pinochet, fue la esposa y viuda de Augusto Pinochet. Ostentó el cargo protocolario de primera dama de Chile durante la dictadura militar liderada por su cónyuge entre 1973 y 1990.

## Biografía

### Primeros años y familia
Nacida en el seno de una familia acomodada de origen vasco-francés. Hija mayor del abogado y político radical Osvaldo Hiriart Corvalán, y de Lucía Rodríguez Auda, hija de un rico abogado. Los Hiriart pertenecían a la élite política de Chile.
De su lado paterno, es descendiente del conde, político y escritor francés Dominique Joseph Garat, bisnieta del francés Pierre Fabien Hiriart Etchecoin, originario de los Pirineos Atlánticos que arribó a Chile en 1860, y nieta de Luciano Hiriart Azócar, que combatió en la guerra del Pacífico y fue alcalde de Talca.
Cuando tenía 10 años, su familia se mudó a Santiago. Realizó sus estudios en el liceo de San Bernardo, donde fue elegida reina de belleza. Destacó en matemáticas y desarrolló gustos por la ópera, danza y libros relacionados con biografías, ciencias y arqueología. Luego cursó estudios relacionados con educación parvularia y administración de empresas.

### Matrimonio e hijos
Hiriart conoció en septiembre de 1941 al entonces subteniente Augusto Pinochet, con quien inició una relación. El 11 de abril de 1942, Pinochet pidió la mano de Hiriart. Su padre no veía con buenos ojos esa unión producto de la carrera militar del novio —la cual poseía baja valoración social en aquella época y que por entonces estaba alejada de los altos estratos sociales—, y por el origen de clase media de Pinochet.
A pesar de ello, contrajeron matrimonio civil el 29 de enero de 1943, y religioso al día siguiente, teniendo entre los invitados a la celebración de la boda al entonces presidente Juan Antonio Ríos y a la primera dama Marta Ide Pereira, quienes eran amigos de la familia Hiriart. El matrimonio tuvo cinco hijos, tres mujeres y dos hombres: Inés Lucía, Augusto Osvaldo, María Verónica, Marco Antonio y Jacqueline Marie.
Por un tiempo la pareja vivió fuera de Chile, en Quito junto a sus tres hijos mayores, donde Pinochet integró el equipo fundador de la Academia de Guerra de Ecuador, lo cual le permitía frecuentar los círculos diplomáticos y de la alta sociedad ecuatoriana.

### Muerte
Falleció el 16 de diciembre de 2021 a los 98 años en el departamento de su hijo Marco Antonio en Lo Barnechea a las 16:00, luego de múltiples complicaciones médicas y sobre todo respiratorias que se fueron acentuando con los años; las tres semanas previas, su salud de fue decayendo fuertemente y el certificado de defunción estableció que su causa de muerte fue un paro cardiorrespiratorio producto de una cardiopatía isquémica. Pasó sus últimos días de vida en su casa junto a su familia. Su hijo Marco Antonio informó que el funeral fue de carácter privado y su cuerpo fue cremado en el Cementerio Parque del Recuerdo para ser trasladado posteriormente a la capilla de la hacienda Los Boldos.

## Vida pública

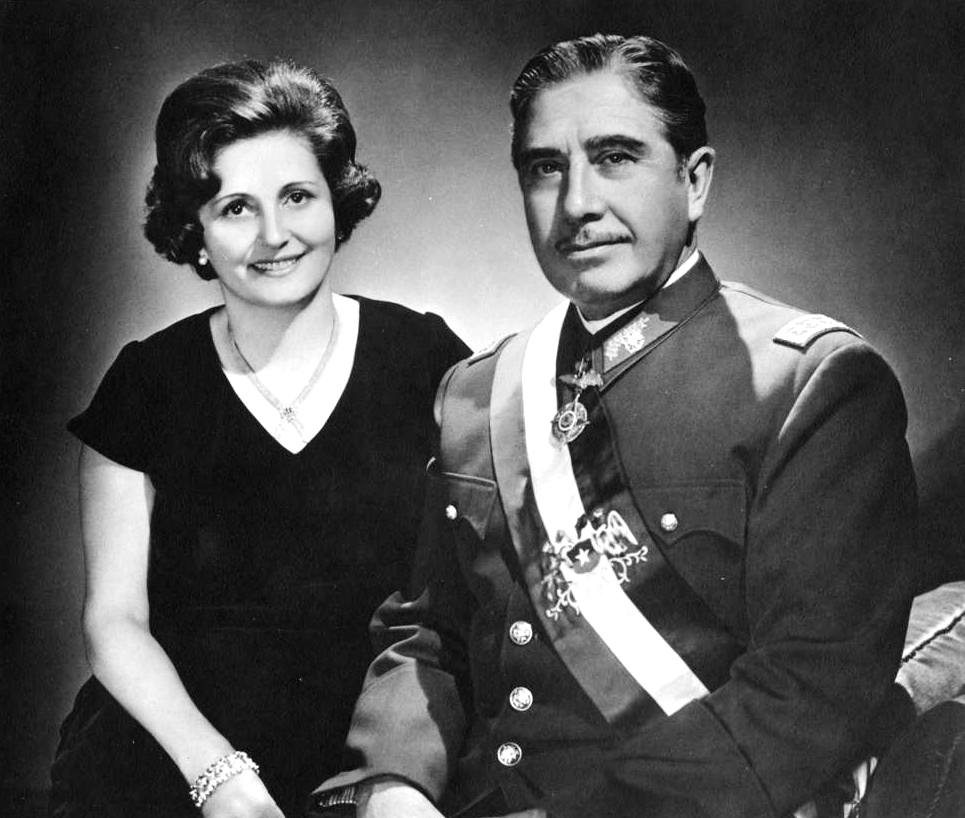
Fotografía oficial de Lucía Hiriart junto a Augusto Pinochet (c. 1974).

### Rol en el golpe de Estado
Famosa por ser una mujer fuerte y dominante, confidente y mano derecha de su marido, Hiriart habría sido, en palabras del propio Pinochet, una de las personas que más influyeron en su decisión de liderar el golpe de Estado contra el presidente Salvador Allende el 11 de septiembre de 1973.
Pinochet había decidido que el día del golpe, su esposa y sus hijos menores debían estar lejos de Santiago. A una hora no determinada del lunes 10 de septiembre, Hiriart y sus hijos adolescentes Marco Antonio y Jacqueline Marie llegaron a la Escuela de Montaña, ubicada en la localidad de Río Blanco, Los Andes, que era un recinto militar comandado por el coronel Renato Cantuarias Grandón. Si el golpe fracasaba, cruzarían la frontera hasta estar seguros en Argentina.

### Primera dama de la dictadura militar

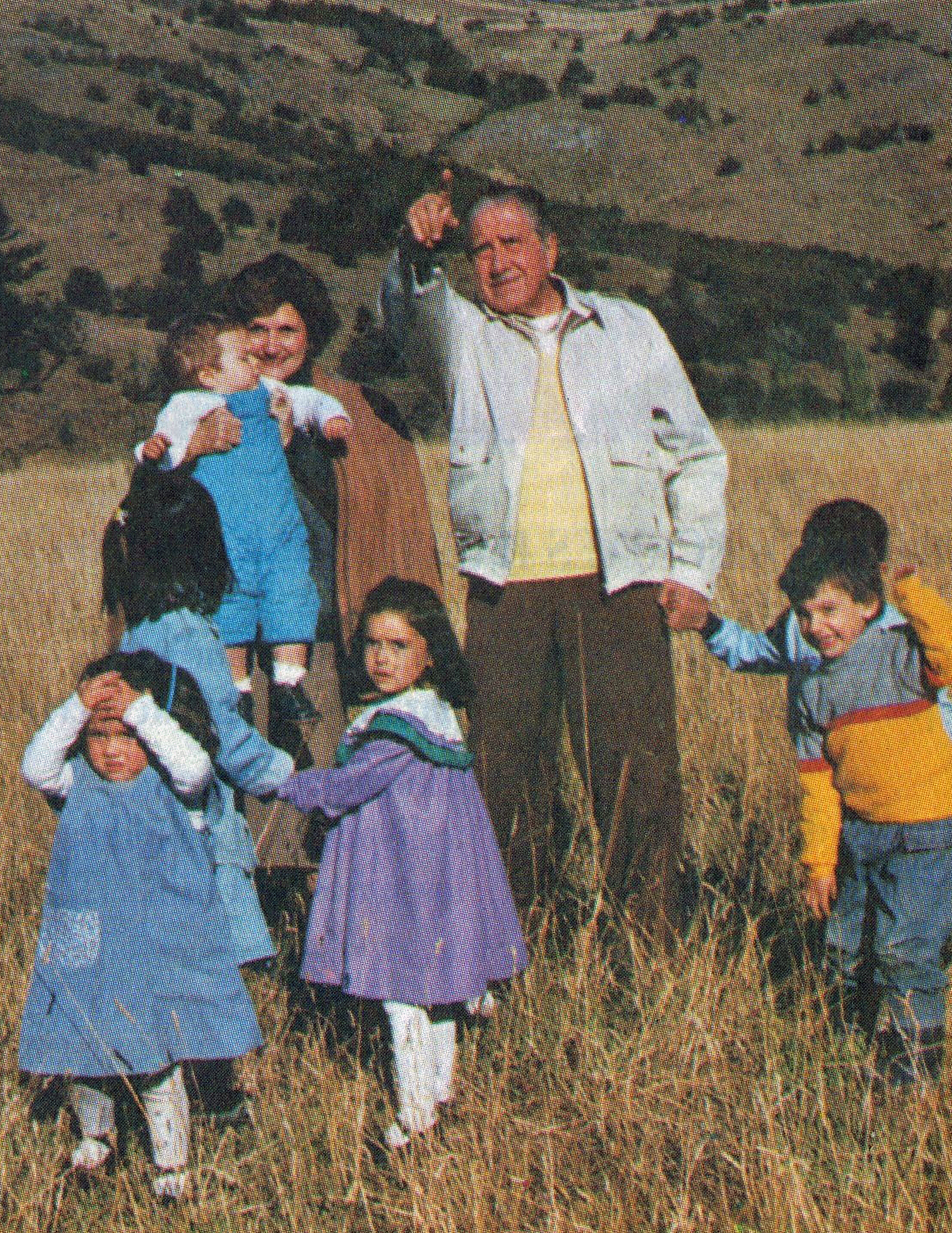
Hiriart junto a Pinochet y niños (presumiblemente sus nietos), fotografía de propaganda oficialista de 1988.

Es considerada como una de las asesoras más cercanas que tuvo Augusto Pinochet durante los casi dieciséis años y medio de la dictadura militar. Siempre se discutió qué tanto poder tuvo sobre las decisiones en el gobierno. Hay episodios políticos en los que ella influyó, como la destitución del canciller Hernán Cubillos tras el frustrado viaje de Pinochet a Filipinas, o la prolongación del general Manuel Contreras en su puesto como director de la Dirección de Inteligencia Nacional (DINA). Debido a que existía un cierto aislamiento político internacional hacia la dictadura militar, Hiriart y Pinochet viajaron poco de manera oficial al extranjero.
Viajaron de manera oficial a España, Brasil, Paraguay, Uruguay, Argentina, Bolivia y Estados Unidos con motivo de los Tratados Torrijos-Carter. Sin embargo, Hiriart viajó frecuentemente fuera de Chile en carácter privado.
En 1982, fue recibida en la Casa Blanca por la primera dama Nancy Reagan, reafirmando la posición a favor del gobierno de su marido por parte de la administración Reagan.
Mientras la Junta de Gobierno tuvo su sede en el Edificio Diego Portales desde 1973 hasta 1981, Hiriart estuvo instalada en el piso 17 asesorada por una veintena de personas. Durante este período, ella se destacó por una fuerte defensa de lo realizado por el régimen, y por liderar la construcción y refundación de una serie de instituciones tales como CEMA Chile, la Fundación Septiembre, la Corporación Nacional del Cáncer, el Comité Nacional de Jardines Infantiles y Navidad, la Fundación Nacional de Ayuda a la Comunidad, entre otras. La institución más emblemática fue CEMA Chile, organismo que siguió presidiendo hasta agosto de 2016.

### Después de la dictadura militar

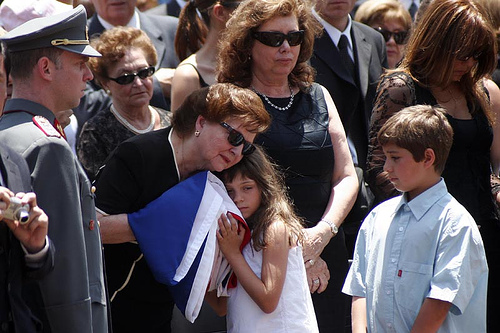
Lucía Hiriart junto a sus nietos en el funeral de su marido en diciembre de 2006.

En 2005, el Servicio de Impuestos Internos se querelló en su contra acusándola de complicidad en el delito de evasión tributaria (por un monto de unos 2,35 millones de dólares estadounidenses) en el marco del Caso Riggs, siendo procesada judicialmente por dicha causa. Estuvo en prisión preventiva durante un día. Finalmente, los tribunales revocaron los procesamientos contra Hiriart en enero de 2007.
El 4 de octubre de 2007, el ministro en visita Carlos Cerda dictó su encausamiento y arresto, junto a sus cinco hijos y otras 17 personas, por el delito de malversación de fondos públicos. El mismo día fue ingresada en ambulancia en el Hospital Militar de Santiago. El 6 de octubre de ese año obtuvo la libertad bajo fianza, y el 26 de octubre el proceso en su contra fue anulado por la Corte de Apelaciones de Santiago por estimarse que hubo violación de sus garantías individuales.
En una de sus últimas apariciones públicas se le vio en el funeral de su amiga, la ex primera dama de Chile Rosa Markmann en junio de 2009, quien brindó su apoyo absoluto a Pinochet y a su gobierno desde el principio. En diciembre de 2011 participó en una misa en memoria de Augusto Pinochet tras cinco años de su fallecimiento, que se ofició en la capilla levantada en la Hacienda Los Boldos, en la Hacienda Bucalemu, donde Pinochet tenía su residencia de descanso. Nuevamente el 25 de noviembre de 2015 asiste al mismo lugar ya mencionado, junto a familiares y partidarios del fallecido general (r) a conmemorar el natalicio número 100 de su difunto marido. Sus últimas apariciones públicas fueron en diciembre de 2019, en una misa conmemorativa del fallecimiento de su marido, y en abril de 2020, en el funeral del político y fundador de Renovación Nacional Sergio Onofre Jarpa.

## Personalidad
Se le ha descrito como una mujer dominante con agudo olfato político, resuelta y autónoma, implacable, arbitraria y poco compasiva. Expresó siempre sus ideas de manera más directa que su marido. En recepciones oficiales, era una locuaz oradora, mientras Pinochet callaba, conocido por su escaso dominio de la palabra. En privado, se sabía que Hiriart trató despectivamente a su marido en muchas ocasiones y por sobre todo cuando tuvieron diferencias en el ámbito personal antes del Golpe de Estado. Participó en las decisiones que a ella le importaban, como las nominaciones de alcaldes o agregados militares en las embajadas de Chile en el exterior o destituciones de funcionarios que cayeran en su desagrado.

### Excentricidades

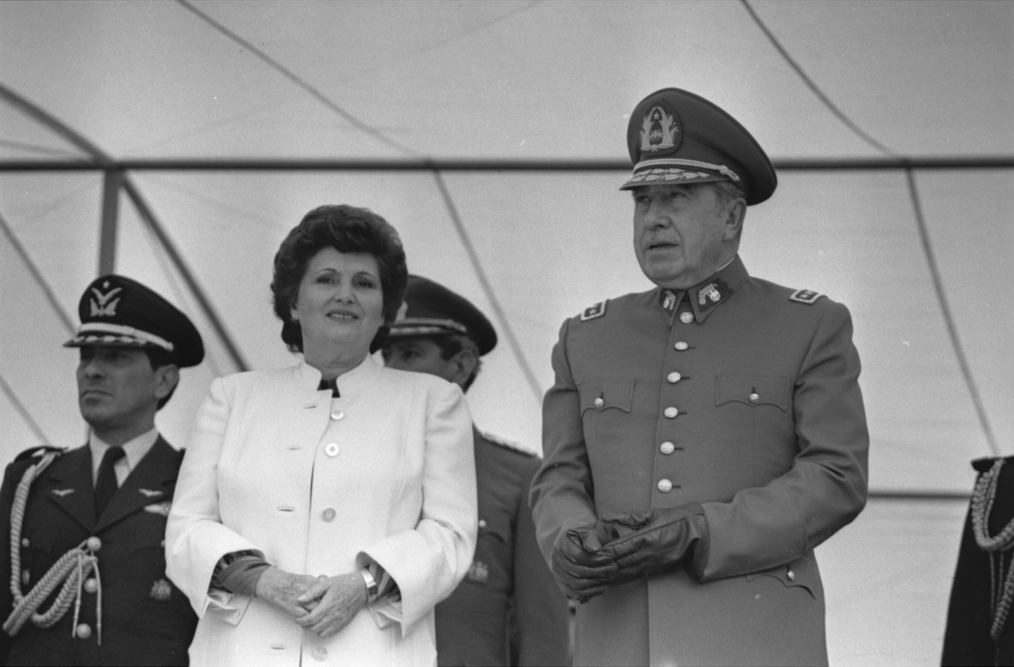
Hiriart junto a su marido en un acto oficial.

Durante los años como primera dama, los detractores de su marido la acusaban de ser una mujer frívola, ya que fue conocida por su gusto por los sombreros y trajes Chanel o Christian Dior y por poseer una numerosa colección de abrigos de piel. Además compró calzado europeo, llegando a tener miles de pares según los rumores. También compraba joyas en las más finas joyerías chilenas de Casa Barros y Joyería Ibáñez. Tenía peluquero, maquillador y fotógrafo personal.
Su esteticista era el célebre personaje televisivo Gonzalo Cáceres y su fotógrafo era Ignacio Pérez Cotapos, director de la desaparecida revista "Paparazzi". Cuando vestía moda nacional, escogía la tienda de José Cardoch o a la diseñadora Laura Rivas, única representante de la casa Nina Ricci en Chile.
En invierno vestía lana y pieles, y en verano lino o batista. También encargó vestidos de alta costura en las principales ciudades de moda en Europa y fueron enviados mediante valijas diplomáticas desde las distintas embajadas chilenas de los países de origen. Se sabía que antes de llegar al poder tenía una mediana colección de joyas, pero durante los años del gobierno de su marido, esa colección aumentó considerablemente. Además refinó sus costumbres y se convirtió en fanática de «la hora del té».
En 1975 viajó junto a Pinochet a España para asistir a los funerales de Francisco Franco. Durante los días que permanecieron en Madrid, a pesar de estar en duelo nacional, las boutiques más exclusivas de la capital abrieron sus puertas para la primera dama, quien gastó un millón de dólares en productos de belleza, joyas y vestidos. El dinero provenía de viáticos asignados por comisión de servicios.
Tras el funeral de Franco, el matrimonio Pinochet asistió a la proclamación de Juan Carlos I como rey. Hiriart fue colocada en uno de los palcos del Palacio de las Cortes detrás de la princesa Grace de Mónaco e Imelda Marcos.
Londres se convirtió en una de las ciudades preferidas de la primera dama. Incluso antes de la detención de Pinochet en ese país, ya habían realizado varias visitas a la capital inglesa. Durante esas estadías, hacía compras en la exclusiva boutique Harrods, donde elegía regalos para sus nietos.

### Propiedades inmuebles

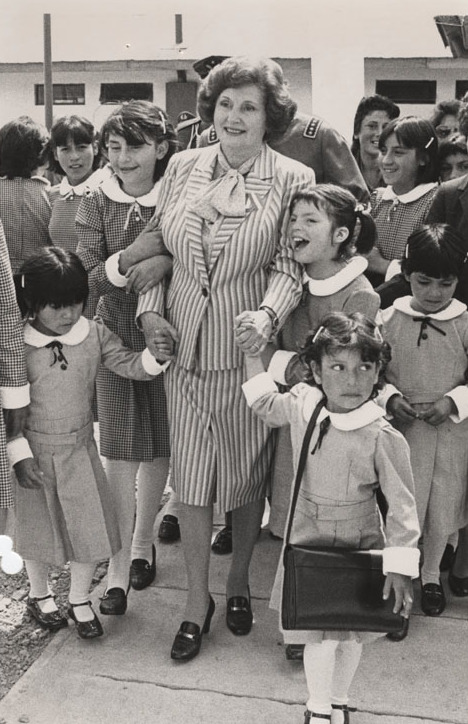
Lucía Hiriart en una gira de Pinochet a la Carretera Austral en 1984.

Tuvo también una afición por las decoraciones de sus casas y haciendas. Primero en la mansión de la calle Presidente Errázuriz donde residía con su marido desde que éste llegó a ocupar la jefatura del Ejército. Por orden de la primera dama la casa fue remodelada por completo dándole un estilo de casa francesa.
Posteriormente, en 1984 los Pinochet Hiriart dieron orden de iniciar la construcción de su nueva casa en la zona de Lo Curro. Se compró un terreno de 80 mil metros cuadrados que costó un millón de dólares de la época, donde se levantó una vivienda de seis mil metros cuadrados. Recomendó que los pisos de mármol italiano y español fueran cambiados un par de veces, ya que no encontraba el color de su preferencia, e instaló cristales en las ventanas que fueron importados de Bélgica. Se construyó un cine, saunas, gimnasio, piscinas, túneles, refugio antiaéreo e incluso una clínica equipada. La construcción de la ostentosa casa tuvo un costo aproximado a los veinte millones de dólares y fue tal el escándalo que Pinochet decidió traspasar la residencia al ejército en donde en la actualidad se encuentra el Club Militar. Hiriart terminó construyendo su residencia en la exclusiva calle Los Flamencos, de La Dehesa.
La familia además adquirió otros bienes a lo largo de Chile. Una de las tantas propiedades que Pinochet compró fue una parcela de siete hectáreas en El Melocotón, donde construyeron un chalet de 606 metros cuadrados. Hiriart solicitó que la casa se levantara en un sitio diferente al señalado en los planos y se involucró en la toma de decisiones sobre su diseño y emplazamiento, lo que afectó el desarrollo de la obra. Pidió detener en varias oportunidades la obra, deshacer lo avanzado y reconstruir de acuerdo a sus deseos.